# Clare Grant

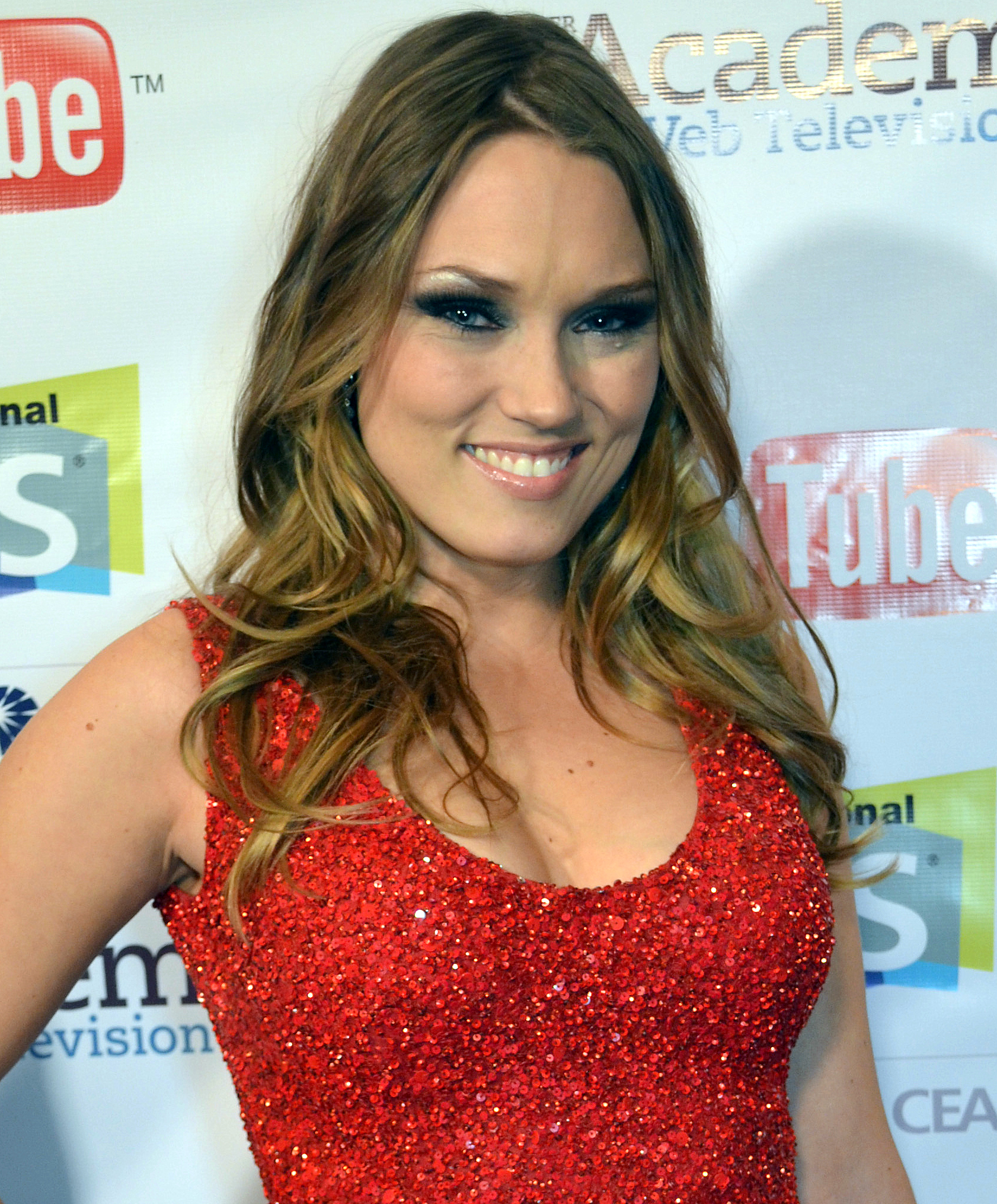
Clare Grant in Las Vegas (2012)

Clare Grant (* 23. August 1979 in Memphis, Tennessee) ist eine US-amerikanische Schauspielerin, Filmproduzentin, Sängerin und ein ehemaliges Model.

## Leben und Karriere
Clare Grant ist die älteste von acht Geschwistern und graduierte erfolgreich von der University of Memphis. Danach modelte sie für die Modelagentur Elite Model Management in Miami und anschließend für andere Modelagenturen in Europa.
Um ihre Schauspielkarriere voranzubringen, zog Grant nach Los Angeles und spielte 2005 als Clare Johnson in Walk the Line eine kleine, aber zentrale Rolle.
Seit dem 1. Mai 2010 ist Grant mit Schauspielkollege Seth Green verheiratet.

## Filmografie (Auswahl)
- 2005: The Smallest Oceans
- 2005: Walk the Line
- 2006: Masters of Horror (Fernsehserie, 1 Episode)
- 2006: Black Snake Moan
- 2006: Campus Ladies (Fernsehserie, 1 Episode)
- 2008–2021: Robot Chicken (Fernsehserie, Sprechrolle, 9 Episoden)
- 2009: The Graves
- 2009: $5 Cover (Fernsehserie, 14 Episoden)
- 2009–2014: Saber (Fernsehserie, 3 Episoden)
- 2010: Am Ende der Nacht (Daylight Fades)
- 2010: Ultradome (Fernsehserie, 1 Episode)
- 2010: Warren the Ape (Fernsehserie, 1 Episode)
- 2010–2014: Team Unicorn (Fernsehserie, 7 Episoden)
- 2011: CSI: Miami (Fernsehserie, 1 Episode)
- 2011: The Guild (Fernsehserie, 5 Episoden)
- 2011–2013: Mad (Fernsehserie, 5 Episoden)
- 2012: Der junge James Dean: Joshua Tree, 1951 (Joshua Tree, 1951: A Portrait of James Dean)
- 2012: Fan Wars(Fernsehserie, 1 Episode)
- 2012: Robot Chicken: DC Comics Special (Fernsehfilm)
- 2013: The Insomniac
- 2013: 2013: Orc Wars (Dragonfyre)
- 2013: Q.V.G. (Fernsehserie, 11 Episoden)
- 2013–2015: Hulk und das Team S.M.A.S.H. (Hulk and the Agents of S.M.A.S.H., Sprechrolle, 3 Episoden)
- 2015: Mega Shark vs. Kolossus
- 2015: Avengers – Gemeinsam unbesiegbar! (Avengers Assemble, Fernsehserie, 1 Episode)
- 2015: Con Man (Fernsehserie, 1 Episode)
- 2016: Castle (Fernsehserie, 1 Episode)
- 2018: Dance Baby Dance
- 2019: Changeland
- 2020: Confessions of a Producer
- 2020: Fungeons & Flagons (Fernsehserie, 1 Episode)
- 2021: Lethal Love Letter
- 2025: Star Wars: Geschichten der Unterwelt (Fernsehserie)